# Ленено масло
Лененото масло е растително масло, получено чрез студено пресоване на изсушени сурови семена от лен. Лененото масло е прозрачно-жълта течност, която изглежда толкова по-светла, колкото пъти е пречиствана.

## Химичен състав
Лененото масло съдържа витамин F (46%), който не се синтезира в организма, ценни киселини, голямо количество витамини А и Е, калий, магнезий, цинк, протеини, фибри, лигнани и други биологично активни вещества, необходими за здравословното хранене.
Най-важните компоненти на лененото масло са мастните киселини: Омега-3 (60%), Омега-6 (20%), Омега-9 (10%) и други ненаситени мастни киселини (10%).
Омега-3 киселините (и по-специално алфа-линоленовата киселина) присъстват в достатъчно количество единствено в рибеното и в лененото масло. Затова тези масла притежава специфична миризма, която е гаранция за високо качество и чистота (т.е. няма други примеси).

## Приложение
Някои съвременните изследвания показват, че употребата на ленено масло може да намали риска от инсулт с до 37%.
В народната медицина то се използва за лечението на глисти, различни язви и киселини.
Медицината го определя като полезно срещу заболявания като диабет, атеросклероза, исхемична болест на сърцето и други.
Като втвърдяващо се масло, лененото още от дълбока древност е основа на повечето маслени лакове и смеси, запазващи дървото.